# Алоїз Кеніг
Алоїз Кеніг (нім. Alois König; 5 липня 1920, Брохтербек — 28 листопада 1944, Балтійське море) — німецький офіцер-підводник, оберлейтенант-цур-зее крігсмаріне.

## Біографія
16 вересня 1939 року вступив на флот. З лютого 1942 року — 1-й вахтовий офіцер на підводному човні U-410. В квітні-травні 1943 року пройшов курс командира човна. З червня 1943 по 16 квітня 1944 року — командир U-6. З травня 1944 року — інструктор 1-ї навчальної дивізії підводних човнів. Загинув на борту U-80, коли човен затонув внаслідок аварії під час тренувального занурення.

## Звання
- Кандидат в офіцери (16 вересня 1939)
- Морський кадет (1 лютого 1940)
- Фенріх-цур-зее (1 липня 1940)
- Оберфенріх-цур-зее (1 липня 1941)
- Лейтенант-цур-зее (1 березня 1942)
- Оберлейтенант-цур-зее (1 жовтня 1943)